# Kin Yamei
Kin Yamei (金韻梅; Ningbo, 1864 - 4 de marzo de 1934) también escrita como Chin Yamei o Jin Yunmei o anglicanizado como Y. mayo Rey, fue una doctora nacida en China, criada en Estados Unidos, administradora de hospitales, educadora y experta en nutrición. Se le atribuye la introducción del tofu al Departamento de Agricultura de los Estados Unidos (USDA) durante la Primera Guerra Mundial.

## Primeros años
Kin Yamei nació en 1864, en Ningbo. Su padre, el Rev. Kying Ling-yiu (Chin Ding-yu), fue un converso cristiano. Cuando tenía dos años quedó huérfana durante la epidemia de cólera; fue adoptada por los misioneros estadounidenses Divie Bethune McCartee y Juana M. Knight McCartee. La animaron a usar su nombre de pila y a aprender chino además de inglés; también aprendió a hablar japonés y francés. Asistió al Women's Medical College of the New York Infirmary, fundado por Elizabeth Blackwell, donde se graduó como la mejor de su clase en 1885. Fue la primera mujer china en recibir un título de médico en los Estados Unidos en 1888. El cónsul chino asistió a la ceremonia de graduación para presenciar su logro. Continuó sus estudios en Filadelfia y Washington D. C. También aprendió habilidades fotográficas y publicó un artículo en una revista sobre foto-micrografía médica mientras estaba en la escuela de medicina.

## Carrera profesional

Kin Yamei, de una publicación de 1905.

De 1890 a 1894, Yamei dirigió un hospital para mujeres y niños en Kobe, Japón, donde permaneció mientras se recuperaba de la malaria. Fue superintendente en un hospital de mujeres y en un programa de formación de enfermeras en Tientsin. También fundó la Escuela de Medicina del Norte para Mujeres en Zhili, en 1907.
Yamei dio una conferencia en los Estados Unidos sobre la cultura china, las mujeres y la medicina, incluyendo un discurso en la Asociación Médica de Los Ángeles, y un discurso en el Carnegie Hall. Publicó un artículo sobre el barrio chino de Honolulu en Overland Monthly (1902) y un artículo sobre la soja en el New-York Tribune (1904). Pasó la Primera Guerra Mundial en los Estados Unidos, trabajando con el USDA en usos nutricionales y de otro tipo para la soja y presentando el tofu a los científicos estadounidenses en alimentos. Se dirigió a una Conferencia de Paz internacional en 1904, en la ciudad de Nueva York.

## Vida personal
Kin Yamei se casó con Hippolytus Laesola Amador Eca da Silva, en 1894 en Japón. El Sr. da Silva era un comerciante e intérprete nacido en Hong Kong. Se divorciaron en 1904. Tuvieron un hijo, Alexander, nacido en 1895 en Honolulu, Hawaii; murió en 1918 como soldado estadounidense en la Primera Guerra Mundial, en Francia, y fue enterrado en el Cementerio Nacional de Arlington, bajo el nombre de "Alexander A. Kin". Kin Yamei pasó sus últimos años en Beijing y murió de neumonía en 1934, a la edad de 70 años.